# Sistema educativo de Mongolia
El sistema educativo de Mongolia ha sufrido importantes cambios en el siglo XX. Las reformas educativas durante los tiempos comunistas fueron una ruptura total con la educación tradicional que a menudo era religiosa y esotérica. Estas reformas se inspiraron en los sistemas educativos  Soviética y ampliaron considerablemente el acceso a la educación para los ciudadanos de Mongolia. Entre los cambios hubo una transición de la  escritura mongol tradicional, de 1941 a 1946, al alfabeto cirílico. Alfabetización se amplió enormemente ya que la mayoría de la población disfrutaba de la escuela primaria gratuita. Sin embargo, el cambio a democracia y mercados libres en la década de 1990 ha tenido algunos impactos negativos en la educación en Mongolia, aunque estos reveses se han visto aliviados por la mejora de la economía y las reformas políticas. Muchos adultos se benefician de los programas no formales educación a distancia patrocinados por el gobierno junto con las ONG extranjeras. En la actualidad, la educación en Mongolia es supervisada por el  Ministerio de Educación, Cultura y Ciencia.
En 2011, el Ministerio de Educación anunció su colaboración con Cambridge Assessment International Education para reformar la educación secundaria a la par con los estándares internacionales.

## Educación hoy
En junio de 2011, VSO Mongolia publicó un informe sobre el sector educativo que analizaba el progreso, los desafíos y las prioridades futuras dados los cambios socioeconómicos actuales en Mongolia. El informe, que se lanzó para conmemorar el IYV + 10 (10º aniversario del Año Internacional de los Voluntarios), mostró que hubo numerosas oportunidades presentadas por el alto nivel de crecimiento económico, que ha aportado más recursos al sector. Sin embargo, mostró que a medida que Mongolia emerge en el escenario mundial, la disparidad entre ricos y pobres podría dejar a muchos marginados cuando se trata de beneficiarse de la educación. El informe argumentó que el gobierno de Mongolia ha hecho un inmenso esfuerzo para desarrollar el sector educativo a todos los niveles desde su transición a la democracia con una admirable apertura y disposición para avanzar hacia su desarrollo futuro. Esto se notó particularmente para adaptarse a las características únicas del país de Mongolia, como el estilo de vida nómada, la baja densidad de población en áreas remotas y el esfuerzo por cumplir con los estándares internacionales.
El informe también mostró que los mongoles siempre han valorado la educación por encima de otros atributos y habitualmente han hecho su prioridad educar a sus hijos. Debido a estos esfuerzos, los resultados mostraron que, en general, los padres estaban satisfechos con el progreso de sus hijos en la escuela. Sin embargo, aún quedaban muchos desafíos por resolver. Los resultados también mostraron que entre todas las partes interesadas, había una mayoría abrumadora que dio una respuesta negativa cuando se le preguntó sobre el desempeño del sector en la actualidad; esto fue en la calidad de la educación (68%), el acceso a la educación (83%) y la inclusión del sistema para los grupos desfavorecidos (76%).
Al concluir lo que VSO Mongolia logró en su programa educativo en los últimos 20 años, el informe mostró que los voluntarios internacionales han tenido y continúan teniendo un impacto significativo en el desarrollo del sector educativo. Las partes interesadas que participaron en esta investigación generalmente tuvieron una opinión positiva del papel y la influencia de los voluntarios internacionales, ya que el 67% de los encuestados consideraron que habían desempeñado un papel crucial en la educación. Si bien algo más de la mitad de los encuestados tenía experiencia trabajando con voluntarios internacionales, el 94% de los encuestados estaba dispuesto a trabajar con ellos en el futuro. En esta etapa del desarrollo de Mongolia, se destacó la relevancia y el impacto del voluntariado internacional al abordar estos desafíos y prioridades futuras para hacer avanzar al sector de la educación para lograr su objetivo final de "Educación para todos".

## Educación preescolar
Mongolia tiene un extenso sistema de educación preescolar financiado por el estado. Hay más de 700 guarderías estatales y privadas (nombre para guardería). Durante los tiempos socialistas, cada  suma tenía al menos una guardería y un jardín de infancia. En la actualidad solo hay jardines de infantes que inscriben a niños mayores de 3 años. En Ulán Bator, hay algunas guarderías privadas y guarderías infantiles; Muchos ofrecen formación en idiomas, por ejemplo, ruso.

## Educación primaria y secundaria
El sistema para la educación de nivel inferior en Mongolia ha sido similar al utilizado durante los tiempos comunistas, aunque el gobierno ha iniciado reformas para ampliarlo. El sistema original incluía cuatro años de educación obligatoria.Ingresados por otros cuatro años de educación secundaria inferior obligatoria. Luego hubo dos años de educación secundaria no obligatoria que tenían un enfoque vocacional, técnico o de educación general. La expansión comenzó en 2004 con la edad oficial de ingreso a la escuela disminuyendo de 8 a 7 años. Se programó una expansión adicional en 2008 con la entrada de nivel de grado un año más hasta los 6 años. La meta es tener un sistema de 12 años de 6-4-2 para la educación primaria y secundaria.
A partir de 2003 había 688 escuelas primarias y secundarias con aproximadamente 528,000 estudiantes y 20,725 maestros. Había 32 centros de capacitación vocacional y técnica con 20,000 estudiantes y más de 800 maestros.

## Escuelas

Escolares en Ulán Bator

Como en muchos países post-socialistas, el sistema escolar de Mongolia, anteriormente basado en la escuela de diez años, ha estado cambiando hacia la educación de doce años. La edad oficial de ingreso a la escuela se redujo a seis a partir de 2008. La educación obligatoria es de nueve años. El año escolar comienza el 1 de septiembre.
Las escuelas en los centros sumarios suelen tener internados para alumnos del campo. Muchas de estas escuelas de suma solo van al noveno grado. Los alumnos que desean completar la escuela secundaria tienen que asistir a escuelas en los centros  aimag.
En Ulán Bator y ciudades como Erdenet hay escuelas privadas, aunque de calidad mixta. Ulán Bator también tiene algunas escuelas públicas con temas de idiomas extranjeros, por ejemplo para  Ruso, Chino, Turco, Inglés y  Alemán.
En colaboración con Cambridge Assessment International Education, el Ministerio de Educación ha sufrido una importante reforma educativa que coincide con  international standards. Como resultado, se han establecido numerosas escuelas públicas y privadas, que ofrecen Cambridge Pathway (Primary, Checkpoint,  IGCSE,  AS and A levels). Actualmente, hay tres escuelas públicas con el programa de Cambridge, que brindan la oportunidad para que los estudiantes de todo el país accedan a la educación internacional mientras experimentan e implementan la reforma.
Según el ranking de las escuelas secundarias de Mongolia basadas en los resultados de los exámenes de ingreso a la universidad, nueve de cada diez escuelas eran privadas (con matrícula), mientras que tres eran escuelas turcas.
En Ulán Bator, hay varias escuelas secundarias privadas que tienen instrucción en inglés y mongol, y solo algunas que tienen instrucción en inglés solamente.

## Educación de adultos

### Educación superior
La educación superior en Mongolia llegó con la revolución comunista a principios del siglo XX y se basó en un modelo soviético. Desde su inicio, el sistema de educación superior ha experimentado un crecimiento significativo hasta el día de hoy. A partir de 2003 había 178 colegios y universidades, aunque solo 48 de ellas eran públicas. Sin embargo, había 98,031 estudiantes en las universidades públicas en comparación con 31,197 estudiantes privados, lo que indica la importancia continua de la educación superior financiada con fondos públicos en Mongolia. Bajo el gobierno comunista, toda la educación superior era gratuita. Desde principios de la década de 1990, se han introducido tarifas, aunque el gobierno ofrece subvenciones y becas. La calidad de la educación en las instituciones privadas generalmente se percibe como inferior. [cita requerida]
Hay muchas  Universidades en Mongolia. La más destacada es la Universidad Nacional de Mongolia en Ulán Bator, que fue fundada en 1942 (como Universidad de Choybalsan) con tres departamentos: educación, medicina y medicina veterinaria. La facultad era rusa, al igual que el idioma de instrucción. En 1983, el instituto de ingeniería de la universidad y el instituto de formación de profesores de idioma ruso se convirtieron en establecimientos separados, llamados Instituto Politécnico y Instituto de Lengua Rusa, respectivamente. El Instituto Politécnico, con 5,000 estudiantes, se concentró en ingeniería y minería. La Universidad Estatal de Mongolia, con cerca de 4.000 estudiantes, enseñó ciencia pura y matemáticas, ciencias sociales, economía y filología. Más del 90 por ciento de la facultad era mongol; los maestros también vinieron de la Unión Soviética, Europa del Este, Francia y  Gran Bretaña. Mucha instrucción estaba en ruso, lo que refleja la falta de textos en lengua mongol en campos avanzados y especializados.
Además de la Universidad Estatal de Mongolia, había otras siete instituciones de educación superior: el Instituto de Medicina, el Instituto de Agricultura, el Instituto de Economía, el Instituto Estatal Pedagógico, el Instituto Politécnico, el Instituto de Lengua Rusa y el Instituto de Cultura Física. En el verano, todos los estudiantes tuvieron un semestre de trabajo, en el que ayudaron con la cosecha, formaron equipos de "trabajo de choque" para proyectos de construcción, o fueron a trabajar a la Unión Soviética u otro país de la Comunidad Económica. A principios de 1989, las autoridades educativas anunciaron que a los estudiantes de ingeniería de tercer y cuarto año se les diría a qué empresa se les asignaría después de la graduación, de modo que su capacitación pudiera enfocarse con fines prácticos en mente.

#### Investigación y beca
Los estudiosos sufren por el aislamiento de Mongolia de la sociedad del conocimiento del mundo. Los académicos mongoles tienden a estar insatisfechos con su acceso a la información en general y algunos todavía se sienten incómodos con las bases de datos en línea. En muchos casos, los recursos universitarios Bibliotecas están poco desarrollados y no son satisfactorios para los académicos. Además, puede que no sea posible que los académicos se suscriban a revistas profesionales debido a las barreras de costo e idioma. La forma más popular para que los académicos encuentren información es pedir prestados artículos a colegas, usar una copia de la biblioteca u obtener una copia de colegas en el extranjero. Alrededor del 83% de los académicos utiliza Internet para la investigación, que es aproximadamente el mismo porcentaje de personas que hablan inglés. La creciente importancia de Internet en la investigación y los intercambios académicos globales ha llevado a más académicos a favorecer el inglés sobre el idioma que solía dominar la academia de Mongolia, el ruso.

### Educación a distancia no formal
El gobierno a través de su  Ministerio de Educación, Cultura y Ciencia, y con frecuencia en conjunto con  ONG y fuera de las organizaciones gubernamentales, ha implementado programas no formales educación a distancia que promueven el desarrollo de habilidades básicas. Cerca de 100,000 de los 1,200,000 adultos de Mongolia participan en algún tipo de educación a distancia. El programa a menudo usa la radio Comunicaciones para superar el problema de la distancia. Esto es especialmente adecuado para los nómadas, ya que sus estilos de vida móviles no son propicios para  comunicaciones terrestres. El enfoque de estos programas de educación a distancia está en las poblaciones rurales que necesitan más habilidades que sus contrapartes urbanas. Las clases de radio se llevan a cabo utilizando folletos enviados a los participantes e instrucción en video en los centros de aprendizaje. Están diseñados para ayudar a los adultos a aprender sobre temas que podrían ser útiles en la vida cotidiana. Temas como nutrición, primeros auxilios e higiene se enseñan para ayudar a mejorar la salud. Las clases que van desde producción de lana a cocina a ensillada se enseñan como formas de ayudar a la población rural a mejorar sus habilidades y posiblemente generar ingresos. Del mismo modo, las clases básicas de negocios sobre producción, contabilidad y mercadeo se enseñan para mejorar la situación financiera de los residentes rurales. Hay cursos que usan cuentos de hadas clásicos para enseñar alfabetización, y clases de matemáticas y eventos actuales.<ref> [http://eric.ed.gov/ERICDocs/data/ericdocs2sql/ (enlace roto disponible en Internet Archive; véase el historial, la primera versión y la última).